# Saint-Clair (Tarn i Garonna)
Saint-Clair – miejscowość i gmina we Francji, w regionie Oksytania, w departamencie Tarn i Garonna.
Według danych na rok 1990 gminę zamieszkiwało 237 osób, a gęstość zaludnienia wynosiła 28 osób/km² (wśród 3020 gmin regionu Midi-Pireneje Saint-Clair plasuje się na 826. miejscu pod względem liczby ludności, natomiast pod względem powierzchni na miejscu 1209.).